# Swithin Forsytes gemiste kans
Swithin Forsytes gemiste kans is een hoorspel naar het verhaal The Salvation of Swithin Forsyte van John Galsworthy, het allereerste verhaal waarin hij Forsytes ten tonele bracht. Het werd gepubliceerd in A Man of Devon (1901), een verzameling van vier verhalen. Bernard Dekman vertaalde en Wim Paauw regisseerde de hoorspelversie die door de NCRV op 9 februari 1968 uitgezonden werd van 21.00 uur tot 21.45 uur, als negende aflevering in de serie Sterker dan de tijd. De mooiste verhalen in radiostijl (redactie: C. Rijnsdorp).

## Rolbezetting
- Gijsbert Tersteeg (Swithin Forsyte)
- Robert Sobels (James Forsyte)
- Luc Lutz (Bölcsey)
- Corry van der Linden (Rozsi)

## Inhoud
De oude Swithin Forsyte, een rijk man, directeur van een bedrijf en vrijgezel, is eenzaam en zijn dood nabij. Hij denkt terug aan een avontuur dat hij vijfenvijftig jaar tevoren beleefde: gedurende zijn reis door Europa ontmoette hij een jonge vrouw uit de arbeidersklasse ontmoette en werd verliefd op haar. Eerst kwam hij in de verleiding haar te huwen, maar hij besefte dat dit nooit zou kunnen: zij zou nooit aanvaard worden door zijn familie en klasse, en door haar op te geven, "redde" hij zichzelf dus op het laatste ogenblik.